# Upplands runinskrifter Fv1971;211A
Upplands runinskrifter Fv1971;211A är ett vikingatida runstensfragment av rödbrun sandsten som hittades 1970 vid Vada kyrka, Vada socken och Vallentuna kommun. Ristningen består enbart av ornamentik utan runor. Fragmentets mått är 15 gånger 14,5 centimeter. Det förvaras på SHM.